# 27 сентября
27 сентября — 270-й день года (271-й в високосные годы) по григорианскому календарю.
До конца года остаётся 95 дней.
До 15 октября 1582 года — 27 сентября по юлианскому календарю, с 15 октября 1582 года — 27 сентября по григорианскому календарю.
В XX и XXI веках соответствует 14 сентября по юлианскому календарю.

## Праздники и памятные дни
См. также: Категория:Праздники 27 сентября

### Международные
- Всемирный день туризма.

### Национальные
- Азербайджан — День памяти[2].
- Бельгия — Праздник Франкоговорящего культурного сообщества[3].
- Мадагаскар — День памяти Сент-Винсента де Поля.
- Монголия — День телевидения.
- Польша — День Польского подпольного государства.
- Россия — День работников дошкольного образования.
- Россия —  Якутия — День государственности.
- Туркменистан — День независимости.
- Украина — День туризма, День воспитателя и дошкольных работников.
- Эфиопия — Мескель (День креста в невисокосный год).

### Религиозные
Православие
 — Воздвижение Честно́го и Животворящего Креста Господня;
 — преставление святителя Иоанна Златоуста (407 год);
 — празднование Леснинской иконы Божьей Матери (1683 год).

## События
См. также: Категория:События 27 сентября

### До XIX века
- 489 — во время остготского завоевания Италии произошло сражение около города Верона, в котором войско остготов под командованием короля Теодориха Великого одержало победу над войском правителя Италии Одоакра.
- 1066 — армия Вильгельма Завоевателя погрузилась на суда в устье Соммы и, переправившись через Ла-Манш, утром следующего дня высадилась на английском побережье у города Певенси.
- 1130 — Южная Италия и Сицилия объединились в единое Сицилийское королевство.
- 1480 — правители Испании Изабелла Кастильская и Фердинанд Арагонский с санкции папы римского Сикста IV учредили Испанскую инквизицию.
- 1540 — Папа римский Павел III утвердил статут созданного шестью годами ранее Игнатием Лойолой ордена иезуитов — Общества Иисуса.
- 1605 — битва при Кирхгольме — разгром шведских войск Карла IX литовскими войсками Ходкевича.
- 1672 — Королевская Африканская компания (Англия) получила монопольное право на торговлю рабами из Африки.
- 1781 — в составе России образовано Киевское, Черниговское, Новгород-Северское наместничества.

### XIX век
- 1810 — сражение между французскими войсками, под начальством маршала Массены и англо-португальскою армией, которой командовал герцог Веллингтон близ монастыря Бузако[6].
- 1811 — освящён Казанский собор в Санкт-Петербурге.
- 1821 — Мексика получила независимость от Испании.
- 1822 — Жан Франсуа Шампольон сообщил о расшифровке Розеттского камня.
- 1825 — в Англии началось движение по первой общественной железной дороге. Паровоз, сконструированный Джорджем Стефенсоном, провёз поезд с 450 пассажирами из Дарлингтона в Стоктон со скоростью 24 км/ч.
- 1829 — Иоганн Фридрих Паррот впервые совершил восхождение на Большой Арарат.
- 1854 — пароход «Arctic», идя с Британских островов в Новый Свет, столкнулся с пароходом «SS Vesta[англ.]» (Франция) и затонул у мыса Рейс. Погибли 350 человек.
- 1863 — в Санкт-Петербурге открыт первый в России детский сад.
- 1885 — в Харькове открыт Южнороссийский технологический институт — первое в России высшее техническое учебное заведение.
- 1893 — в Джерси-Сити начал издаваться первый украинский печатный орган — газета «Свобода».

### XX век
- 1905 — Альберт Эйнштейн опубликовал работу «Зависит ли инерция тела от содержащейся в нём энергии?», в которой предлагалось знаменитое E=mc².
- 1912 — в Киеве открыт стадион «Спортивное поле» на 3000 человек.
- 1921 — предоставлена автономия православной церкви в Польше.
- 1937 — в городке Альбион (штат Нью-Йорк) открылась первая школа по обучению Санта-Клаусов.
- 1940 — Германия, Италия и Япония подписали в Берлине Тройственный пакт.
- 1941 — Сирия провозглашена независимым государством.
- 1942 — нацистами уничтожено гетто в Иванове (Брестская область).
- 1946 — Центральный Комитет КП(б)У выступил с критикой украинского сатирического журнала «Перець».
- 1960 — заложены первые железобетонные блоки в основание Останкинской телебашни — самой высокой башни в Европе.
- 1961 — Сьерра-Леоне стала сотым государством — членом ООН.
- 1965 — в СССР упразднены совнархозы.
- 1967 — один из самых больших лайнеров «RMS Queen Mary» препровождён в Калифорнию, где из него сделали плавучий ресторан и музей.
- 1983 — Ричард Столлман объявил, что в рамках проекта GNU должна быть создана UNIX-совместимая операционная система.
- 1986 — в Кливленде произошла экологическая катастрофа, погибло 2 человека.
- 1990
  - СССР вступил в Интерпол.
  - Якутская АССР провозгласила суверенитет.
- 1991 — собравшийся XXII чрезвычайный съезд ВЛКСМ решал один-единственный вопрос — «О судьбе ВЛКСМ» — и принял решение о самороспуске.
- 1993 — Падение Сухуми.
- 1996 — при взятии Кабула войсками талибов повешен бывший президент ДРА Мохаммад Наджибулла.

### XXI век
- 2001 
  - Правительство Норвегии учредило премию за математические исследования — Абелевскую премию.
  - Массовое убийство в швейцарском Цуге, 15 погибших, включая стрелка.
- 2003 — землетрясение магнитудой 7,5 в Республике Алтай, Россия (Чуйское землетрясение).
- 2007 — с космодрома Канаверал с помощью ракеты-носителя Дельта-2 запущена американская АМС Dawn (Рассвет), предназначенная для исследования астероидов Веста и Церера.
- 2012 — в Великобритании начал продаваться первый роман Дж. К. Роулинг для взрослых «Случайная вакансия».
- 2020 — началась Вторая карабахская война (27 сентября — 10 ноября 2020 года).

## Родились
См. также: Категория:Родившиеся 27 сентября

### До XIX века
- 1389 — Козимо Медичи (ум. 1464), флорентийский политик, государственный деятель, купец и банкир.
- 1533 — Стефан Баторий (ум. 1586), князь Трансильвании (1571—1576), король Польши, великий князь Литовский (1576—1586).
- 1601 — Людовик XIII Справедливый (ум. 1643), король Франции (1610—1643).
- 1622 — Карел Дюжарден (ум. 1678), нидерландский художник и гравёр.
- 1627 — Жак Боссюэ (ум. 1704), французский писатель, епископ, идеолог галликанства.
- 1630 — Михаэль Вильманн (ум. 1706), немецкий живописец стиля барокко.
- 1657 — Софья Алексеевна Романова (ум. 1704), русская царевна, дочь царя Алексея Михайловича, в 1682—1689 гг. регент при младших братьях Петре и Иване.

### XIX век
- 1824 — Бенджамин Гулд (ум. 1896), американский астроном, метеоролог, создатель «Американского астрономического журнала».
- 1840 — Томас Наст (ум. 1902), американский политический карикатурист немецкого происхождения.
- 1867 — Владимир Май-Маевский (ум. 1920), военачальник Русской армии и Белого движения.
- 1871 
  - Джордж Дакер (ум. 1952), канадский футболист, Олимпийский чемпион (1904).
  - Грация Деледда (ум. 1936), итальянская писательница, лауреат Нобелевской премии (1926).
- 1879 — Сирил Скотт (ум. 1970), английский композитор, музыкант, писатель, поэт, теософ.
- 1880 — Жак Тибо (ум. 1953), французский скрипач-виртуоз.
- 1882 — Элли Ней (ум. 1968),  немецкая пианистка и педагог.
- 1885 — Ефим Щаденко (ум. 1951), советский военный деятель, генерал-полковник, один из создателей 1-й Конной армии.
- 1886 — Люсьен Годен (ум. 1934), французский фехтовальщик, 4-кратный олимпийский чемпион (1924, 1928), чемпион мира (1921).
- 1894 — Анастасия Цветаева (ум. 1993), советская и российская писательница-прозаик, поэтесса, младшая сестра М. Цветаевой.
- 1896 — Алексей Антонов (ум. 1962), советский военный деятель, начальник Генштаба Вооружённых Сил СССР (1945—1946).
- 1897 — Ирма Яунзем (ум. 1975), певица (меццо-сопрано), педагог, народная артистка РСФСР.

### XX век
- 1904 — Софья Преображенская (ум. 1966), оперная певица (меццо-сопрано), педагог, народная артистка СССР.
- 1910 — Сергей Лукьянов (ум. 1965), актёр театра и кино, народный артист РСФСР (фильмы «Дело Румянцева», «Кубанские казаки», «Донецкие шахтёры» и др.).
- 1918 — Мартин Райл (ум. 1984), английский радиоастроном, лауреат Нобелевской премии по физике (1974).
- 1921 — Миклош Янчо (ум. 2014), венгерский кинорежиссёр и сценарист.
- 1922
  - Артур Пенн (ум. 2010), американский кинорежиссёр, сценарист, продюсер.
  - Михаил Шуйдин (ум. 1983), цирковой клоун, акробат-эксцентрик, народный артист РСФСР.
- 1924 — Михаил Константинов (ум. 2002), советский и российский архитектор, автор станции метро Краснопресненская.
- 1925 — Будимир Метальников (ум. 2001), советский и российский сценарист и кинорежиссёр.
- 1929 — Барбара Мюррей (ум. 2014), британская актриса кино и телевидения.
- 1930 — Степан Ситарян (ум. 2009), советский и российский экономист, государственный деятель, академик АН СССР и РАН.
- 1932
  - Фридрих Незнанский (ум. 2013), юрист, публицист, русский писатель, автор детективов.
  - Яш Чопра (ум. 2012), индийский кинорежиссёр, продюсер и сценарист.
- 1935 — Наталия Шаховская (ум. 2017), виолончелистка, педагог, народная артистка СССР.
- 1938 — Гюнтер Брус (ум. 2024), австрийский художник-акционист.
- 1941 — Джоэл Шапиро (ум. 2025), американский скульптор-постминималист. Известен масштабными скульптурами геометрической формы.
- 1943 — Рэнди Бэкмен, канадский гитарист, автор песен, основатель рок-группы The Guess Who.
- 1946 — Игорь Клебанов, советский и российский кинооператор, народный артист РФ.
- 1947
  - Дик Адвокат, нидерландский футболист и футбольный тренер.
  - Мит Лоуф (наст. имя Марвин Ли Эдей; ум. 2022), американский рок-певец, актёр кино и театра.
- 1948 — Анатолий Романов, советский и российский военный деятель, генерал-полковник, Герой Российской Федерации.
- 1951 — Джим Шутер (ум. 1951), американский писатель, редактор и издатель комиксов.
- 1952 
  - Константин Мелихан, советский и российский писатель-юморист, артист эстрады, карикатурист, теле- и радиоведущий.
  - Думитру Дорин Прунариу, румынский космонавт, Герой Румынии, Герой Советского Союза.
- 1953
  - Клаудио Джентиле, итальянский футболист, чемпион мира (1982).
  - Грег Хэм (ум. 2012), австралийский музыкант, автор песен, участник группы Men at Work.
- 1954 — Ларри Уолл, американский программист, создатель языка программирования Perl.
- 1955 — Александр Галибин, советский и российский актёр и режиссёр театра и кино, телеведущий, народный артист РФ.
- 1958
  - Сергей Шолохов, советский и российский журналист, искусствовед, телеведущий.
  - Ирвин Уэлш, современный шотландский писатель («На игле», «Эйсид Хаус» и др.).
- 1960 — Жан-Марк Барр, французский актёр (фильмы «Голубая бездна», «Рассекая волны», «Чума» и др.) и кинорежиссёр.
- 1965 — Стив Керр, американский баскетболист и тренер, 9-кратный чемпион НБА (5 раз как игрок и 4 раза как тренер).
- 1968 — Николь Тейлор Харт (наст. имя Дженнифер Николь Кедзич), американская актриса кино и телевидения, певица, автор песен.
- 1969 
  - Анна Ардова, советская и российская актриса театра, кино и телевидения.
  - София Милос, американская актриса кино и телевидения.
- 1970 — Тамара Тейлор, канадская актриса кино и телевидения.
- 1971 — Аманда Детмер, американская актриса кино и телевидения.
- 1972 — Гвинет Пэлтроу, американская актриса и предпринимательница, обладательница кинопремий «Оскар», «Золотой глобус», «Эмми».
- 1974 — Кэрри Браунстин, американская певица, гитаристка, актриса и сценарист.
- 1976 — Франческо Тотти, итальянский футболист, чемпион мира (2006).
- 1978 — Ани Лорак (наст. имя Каролина Куек), украинская и российская певица, автор песен, актриса, телеведущая, народная артистка Украины.
- 1982
  - Анна Кэмп, американская актриса театра, кино и телевидения.
  - Лил Уэйн (наст. имя Дуэйн Майкл Картер-младший), американский хип-хоп-исполнитель.
- 1984 — Аврил Лавин, канадская певица, автор песен, актриса.
- 1987 — Ванесса Джеймс, канадская, британская, французская и американская фигуристка-парница, чемпионка Европы (2019).
- 1989 — Пак Тхэ Хван, южнокорейский пловец, олимпийский чемпион (2008), дважды чемпион мира (2007, 2011).
- 1990 — Лола Кёрк, англо-американская актриса и автор-исполнитель.
- 1991 — Симона Халеп, румынская теннисистка, экс-первая ракетка мира.
- 1992
  - Гранит Джака, швейцарский футболист.
  - Сэм Лернер, американский актёр кино и телевидения.
- 1995
  - Лина Леандерссон, шведская актриса кино и театра.
  - Ёсихито Нисиока, японский теннисист.

### XXI век
- 2002 — Дженна Ортега, американская актриса.

## Скончались
См. также: Категория:Умершие 27 сентября

### До XX века
- 1590 — Урбан VII (в миру Джамбаттиста Кастанья; р. 1521), 228-й Папа Римский; правил всего 12 дней, скончался от малярии.
- 1612 — Пётр Скарга (р. 1536), иезуитский проповедник, первый ректор Виленской Академии и университета.
- 1651 — Максимилиан I (р. 1573), курфюрст Пфальца (1623—1648), курфюрст Баварии (с 1648).
- 1660 — Винсент де Поль (р. 1581), французский монах, католический святой.
- 1700 — Иннокентий XII (в миру Антонио Пиньятелли дель Растрелло; р. 1615), 242-й Папа Римский (1691—1700).
- 1728 — Андрей Матвеев (р. 1666), русский государственный деятель, дипломат, сподвижник Петра I.
- 1737 — Анри Готье (р. 1660), французский учёный, проектировщик мостов и дорог, геолог.
- 1838 — Бернар Куртуа (р. 1777), французский химик, первооткрыватель йода.
- 1891 — Иван Гончаров (р. 1812), русский писатель и литературный критик.

### XX век
- 1915 — Реми де Гурмон (р. 1834), французский писатель,  критик.
- 1917 — Эдгар Дега (р. 1834), французский живописец, график и скульптор.
- 1919 — Аделина Патти (р. 1843), итальянская певица, любимая вокалистка Джузеппе Верди.
- 1921 — Энгельберт Гумпердинк (р. 1854), немецкий композитор и дирижёр; его имя в 1960-е взял своим псевдонимом популярный английский певец Арнольд Дорси.
- 1940
  - покончил с собой Вальтер Беньямин (р. 1892), немецкий философ, теоретик истории, литературный критик.
  - Юлиус Вагнер-Яурегг (р. 1857), австрийский психиатр, лауреат Нобелевской премии (1917).
- 1944
  - Аристид Майоль (р. 1861), французский скульптор и живописец каталонского происхождения.
  - Сергей Прокудин-Горский (р. 1863), русский фотограф, химик, изобретатель.
- 1959 — Ханс Гримм (р. 1875), писатель, публицист, идеолог немецких нацистов.
- 1965 — Клара Боу (р. 1905), американская киноактриса, звезда немого кино.
- 1967 — Феликс Юсупов (р. 1887), русский аристократ, убийца Григория Распутина.
- 1981 — Роберт Монтгомери (р. 1904), американский актёр, кинорежиссёр и продюсер.
- 1983 — Михайло Стельмах (р. 1912), украинский советский писатель и драматург.
- 1985 — Николай Гулаев (р. 1918), советский лётчик-ас, истребитель, дважды Герой Советского Союза.
- 1986
  - Клиффорд Ли Бёртон (р. 1962), басист американской группы «Metallica».
  - Ева Рутткаи (р. 1927), венгерская актриса.
- 1990 — Матвей Блантер (р. 1903), композитор, народный артист СССР, Герой Социалистического Труда.
- 1991 — Уна Чаплин (р. 1926), дочь американского писателя Юджина О’Нила, жена Чарли Чаплина.
- 1993 — Джеймс Дулиттл (р. 1896), лётчик ВВС США, возглавивший «рейд Дулиттла» (1942).
- 1996
  - Анатолий Иванов (р. 1939), советский и украинский кинорежиссёр.
  - убит Мохаммад Наджибулла (р. 1947), президент Афганистана (1987—1992).

### XXI век
- 2001 — Борис Толочков (р. 1929), советский хормейстер и композитор.
- 2006 — Софья Муратова (р. 1929), советская гимнастка, двукратная олимпийская чемпионка, трёхкратная чемпионка мира.
- 2007 — Александр Леманский (р. 1935), советский и российский учёный, генеральный конструктор НПО «Алмаз».
- 2009 — Иван Дыховичный (р. 1947), советский и российский актёр, режиссёр, сценарист и продюсер.
- 2010 — Пётр Меркурьев (р. 1943), советский и российский актёр, музыковед, хормейстер, музыкальный журналист.
- 2013 — Тунджель Куртиз (р. 1935), турецкий актёр сериалов («Великолепный век»).
- 2017
  - Реймонд Бакленд (р. 1934), английский и американский писатель, оккультист.
  - Хью Хефнер (р. 1926), американский издатель, основатель и шеф-редактор журнала «Playboy».
- 2022 — Борис Моисеев (р. 1954), советский и российский артист, эстрадный певец, танцовщик, хореограф, киноактёр, заслуженный артист России (2006).
- 2023 — Майкл Гэмбон (р. 1940), ирландский и британский актёр.
- 2024
  - Мэгги Смит (р. 1934), английская актриса.
  - убит Хасан Насралла (р. 1960), третий генеральный секретарь ливанской шиитской политической партии и военизированной организации «Хезболла».

## Приметы
Воздвиженье, Воздвиженьев день, Ставров день, Третьи осенины.
- На Воздвиженье отмечается быстрое наступление холодов, окончание уборки, дальнейшее замирание жизни животных перед зимой. Множество поговорок основано на созвучии слов: воздвижение — движение: «Воздвижение — кафтан с шубой сдвинулся». «Воздвижение — кафтан с плеч сдвинет, тулуп надвинет». Третья встреча осени. «Воздвижение тепло сдвигает, а холод надвигает». «Воздвижение осень зиме навстречу двигает». На Воздвижение птица в отлёт двинулась. «Двинулись над Русью птиц вереницы». «На Воздвижение змеи сползаются в кучи, по оврагам, и прячутся в земле». «Около Воздвижения змеи цепенеют, перед зимней спячкой». «На Воздвижение ни змей, ни гад по земле сырой не движется». «На Воздвижение зазимки — мужику не беда».
- В эту пору начинается одна из самых важных осенних работ у деревенских баб — рубка капусты и заготовка её на зиму. Этим работам посвящено немало поговорок: «Воздвижение — капустница, капусту рубить пора». «На Воздвижение первая барыня — капуста». «Смекай, баба про капусту — Воздвижение пришло…» «И плохая баба о Воздвижение — капустница». «То и рубить капусту, что со Воздвижения». «Во Воздвижение у доброго молодца — капуста у крыльца». «У доброго мужика на Воздвиженьев день и пирог с капустой».
- Начинались девичьи вечеринки-капустники, капустницы, капустинские вечера. Рубка капусты[7] — не простая работа, а целый обряд, и совершалась она с разными песнями, сопровождалась угощением по вечерам. «Капустинские вечеринки — на две недели».